# Sphyraena guachancho
Sphyraena guachancho es un pez de la familia de los esfirénidos en el orden de los perciformes.

## Morfología
Pueden alcanzar los 200 cm de largo total.

## Distribución geográfica
Se encuentran en las costas del Atlántico occidental (desde Massachusetts, el norte del Golfo de México y el Mar Caribe hasta Brasil) y el Atlántico oriental (desde Senegal hasta Angola, incluyendo las Canarias y Cabo Verde).